# Okrouhlá (okres Cheb)
Obec Okrouhlá (pův. něm. Scheibenreuth) se nachází v okrese Cheb, kraj Karlovarský. Leží 8 km východně od Chebu nedaleko Jesenické přehrady. Žije zde 252 obyvatel.

## Historie
První písemná zmínka o obci pochází z roku 1299, kdy patřila do majetku Paulsdorferů. Již v 14. století přešla vesnice do majetku chebských měšťanů. V držení vesnice se střídali majitelé, ale drželi jí jen jako léno, neboť i nadále patřila vesnice Paulsdorferům. Od roku 1421 drželi vesnici Junkerové, po nich Oehmischerové. Ti provedli přestavbu starého a nevyhovujícího poplužního dvora, včetně přestavby původní gotické tvrze na zámeček. Po druhé světové válce přešel zámeček do vlastnictví státu a sloužil státním statkům, od roku 1996 je v soukromém vlastnictví.

## Obyvatelstvo
Při sčítání lidu v roce 1921 zde žilo 204 obyvatel, až na pět cizozemců všichni německé národnosti. K římskokatolické církvi se hlásilo všech 204 obyvatel.
| Rok            | 1869 | 1880 | 1890 | 1900 | 1910 | 1921 | 1930 | 1950 | 1961 | 1970 | 1980 | 1991 | 2001 | 2011 |
| -------------- | ---- | ---- | ---- | ---- | ---- | ---- | ---- | ---- | ---- | ---- | ---- | ---- | ---- | ---- |
| Počet obyvatel | 263  | 241  | 204  | 185  | 193  | 204  | 195  | 110  | 247  | 205  | 192  | 172  | 204  | 210  |
| Počet domů     | 42   | 43   | 43   | 34   | 35   | 35   | 33   | 24   | 38   | 22   | 25   | 27   | 47   | 52   |

| Rok            | 1869 | 1880 | 1890 | 1900 | 1910 | 1921 | 1930 | 1950 | 1961 | 1970 | 1980 | 1991 | 2001 | 2011 |
| -------------- | ---- | ---- | ---- | ---- | ---- | ---- | ---- | ---- | ---- | ---- | ---- | ---- | ---- | ---- |
| Počet obyvatel | 571  | 535  | 438  | 427  | 466  | 457  | 442  | 205  | 282  | 234  | 214  | 195  | 234  | 245  |
| Počet domů     | 87   | 89   | 89   | 76   | 77   | 76   | 74   | 46   | 38   | 30   | 31   | 35   | 54   | 66   |

## Části obce
- Jesenice
- Okrouhlá

V letech 1961–1971 k obci patřily i Salajna a Velká Šitboř.

## Pamětihodnosti
- Tvrz Okrouhlá
- Boží muka
- Smírčí kříž

## Další fotografie

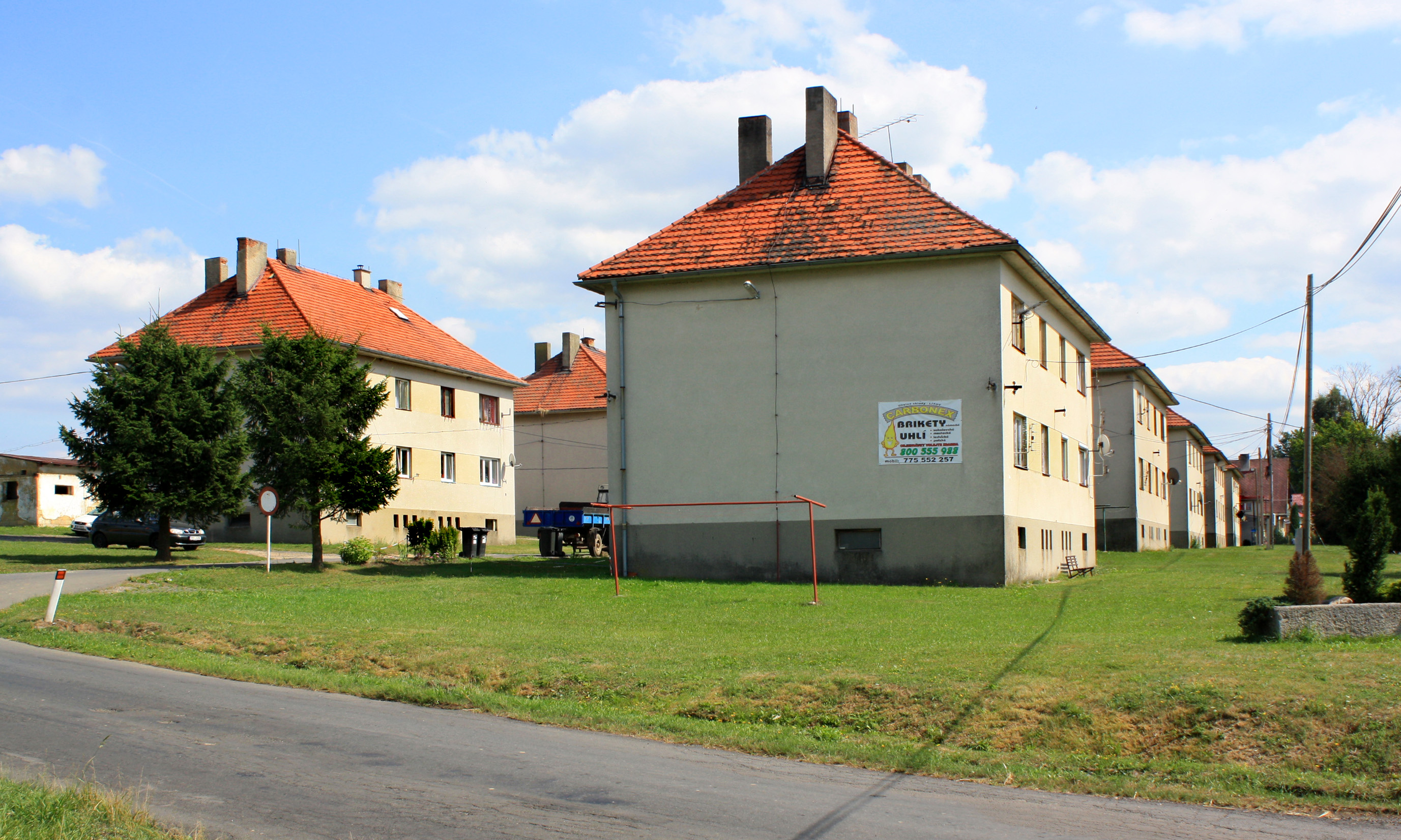
bytové domy v Okrouhlé
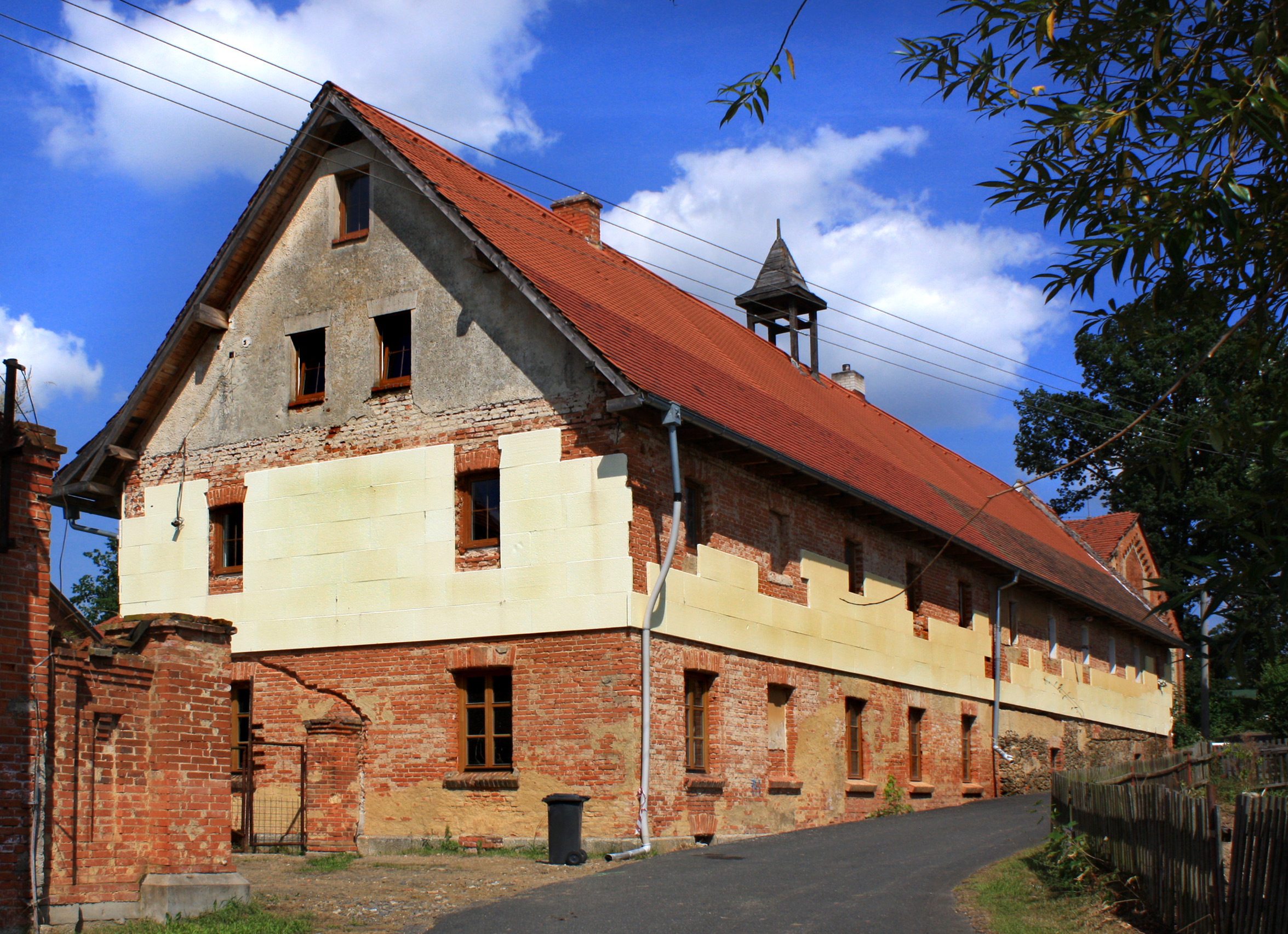
Hospodářské budovy zámečku
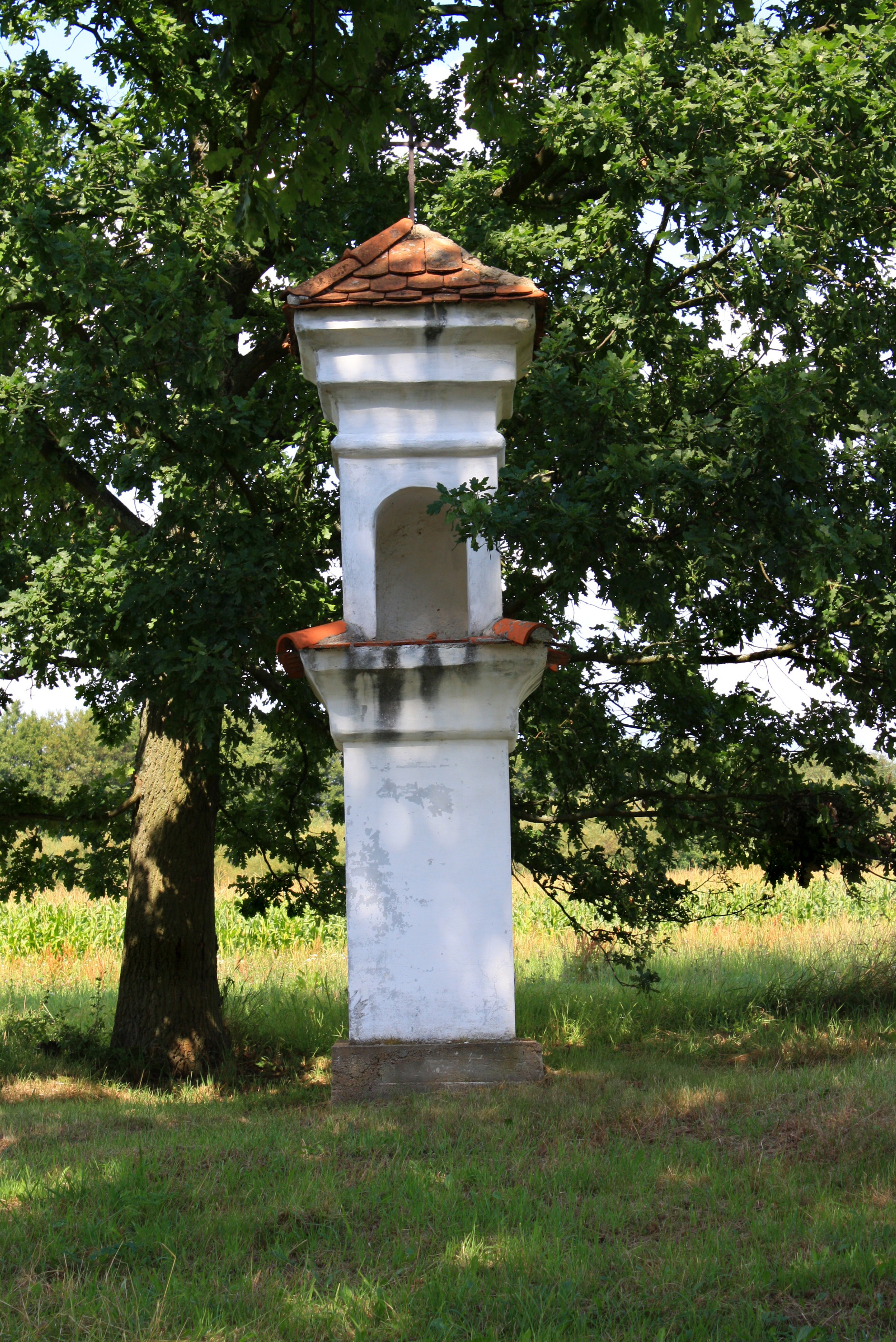
Kaplička pod stromy